# Reaktionsgrad (Strömungsmaschine)
Der Reaktionsgrad r bezeichnet das Verhältnis der Enthalpie, die im Läufer umgesetzt wird, zur gesamten in der Strömungsmaschine umgesetzten Enthalpie. Der Reaktionsgrad kann sowohl von einer ganzen Strömungsmaschine, wie auch von einzelnen Stufen einer mehrstufigen Strömungsmaschine, angegeben werden.

## Formel
Der Reaktionsgrad errechnet sich wie folgt:
{\displaystyle r={\frac {\Delta h_{2s}}{\Delta h_{1s}+\Delta h_{2s}}}={\frac {\Delta h_{2s}}{\Delta h_{s}}}}
wobei die folgenden Größen verwendet werden:
{\displaystyle r}= Reaktionsgrad
{\displaystyle \Delta {h_{2s}}}= Enthalpiegefälle über dem Läufer
{\displaystyle \Delta {h_{1s}}}= Enthalpiegefälle über dem Leitwerk
{\displaystyle \Delta {h_{s}}}= Enthalpiegefälle über der gesamten Strömungsmaschine
Der Reaktionsgrad  {\displaystyle r} ist eine Dimensionslose Kennzahl, die einen Wert zwischen Null und Eins annehmen kann. Er kann 1 nicht übersteigen, da das Enthalpiegefälle des Mediums in den Laufschaufeln nicht größer sein kann als das Gesamtenthalpiegefälle der Strömungsmaschine.

## Anwendung

Beispiel einer Überdruckturbine mit Reaktionsgrad r = 1

Gleichdruckturbinen haben einen Reaktionsgrad {\displaystyle r=0}, das heißt, dass das Leitwerk den ganzen statischen Druck in kinetische Energie umwandelt und im Läufer keine weitere Umwandlung von Enthalpie mehr erfolgt. Das gesamte Enthalpiegefälle wird in den Leitschaufeln in Strömungsenergie umgesetzt, der statische Druck in den Laufschaufeln der Stufe bleibt konstant. Als Gleichdruckturbinen bezeichnete haben meist trotzdem einen kleinen Überdruckanteil, weshalb solche Turbinen bis zu {\displaystyle r=0{,}2} immer noch als Gleichdruckturbinen gelten. Weiterhin ist zu beachten, dass bei größeren Turbinen eine Verwindung der Schaufeln vorliegt, wodurch der Reaktionsgrad nach außen hin zu nimmt.
Überdruckturbinen haben einen Reaktionsgrad {\displaystyle r>0}, das heißt, dass ein Teil der Energie im Leitwerk und ein anderer Teil im Läufer umgewandelt wird. Üblicherweise wird bei Dampf- und Gasturbinen ein Reaktionsgrad von 0,5 realisiert, das heißt, dass die Hälfte des Druckabbaus im Leitwerk und die andere Hälfte im Läufer geschieht. Überdruckturbinen mit einem Reaktionsgrad  {\displaystyle r=1}  finden industriell keine Anwendung. Bei diesem Typ von Turbine wird der gesamte statische Druck mithilfe einer Düse auf dem Läufer in kinetische Energie umgewandelt.